# 秘鲁共产党 (光辉道路)
秘鲁共产党（西班牙語：Partido Comunista del Perú），常被称为光辉道路（西班牙語：Sendero Luminoso），是秘魯的一個共产主义政党，信奉马克思列宁毛主义贡萨罗思想。该党於1980年開始武裝反抗政府，其目标是通过人民战争以新民主主义的秘鲁人民共和国取代现秘鲁政府，建立无产阶级专政，開展文化革命，并通过世界革命以实现共产主义。該黨宣称现存社会主义国家均為资本主义复辟的修正主义政权。光辉道路的意识形态和战术影响了其他毛主义政党和团体，尤其是尼泊尔共产党（毛主义）和革命国际主义运动的其他成员。该党武装分支的特殊之处在于其成员中女性所占比例非常高，其中50%的基层官兵和40%的指挥官均为女性。
光辉道路被秘鲁政府、美国、欧盟、加拿大、日本定性為恐怖組織。自从其领袖阿维马埃尔·古斯曼在1992年被秘鲁政府拘捕，光辉道路即開始衰落，但仍旧存在。

## 名称
该组织编制的所有文件、期刊和其他材料均署名为秘共（PCP）。该组织的通称“光辉道路”，来自秘鲁共产党创始人何塞·卡洛斯·马里亚特吉1920年代的一句名言：“马克思列宁主义将开辟通往革命的光辉道路”。这条名言在其掩护机构报纸的报头上刊登。该组织的追随者通常被称为“光辉道路分子”（senderistas）。学术界经常称他们为秘共-光辉道路（PCP-SL）。

## 历史

### 起源
“光辉道路”由阿亚库乔大区前大学哲学教授阿维马埃尔·古斯曼（他的追随者以他的化名“贡萨罗”称呼他）于1960年代末创立。他是秘鲁共产党－红旗（从原秘鲁共产党分裂出的组织）的原领导人之一。
光辉道路首先在阿亚库乔的瓦曼加国立圣·克里斯托瓦尔大学站稳了脚跟，古斯曼在那里教授哲学。1973年至1975年，光辉道路成员获得了阿亚库乔的大学和恩里克·古斯曼谷地国立教育大学（通称）的学生委员会的控制权，他们还在利马的国立工程大学和圣·马科斯国立大学有重要存在。一段时间后，它在大学的许多学生选举中失败，包括古斯曼的圣·克里斯托巴国立大学。它决定放弃在大学招募成员并重新整合。
1980年3月17日开始，光辉道路在阿亚库乔举行了一系列秘密会议，被称为中央委员会第二次全体会议。这形成了实质上是政治的和军事的“革命指挥部”，它命令其民兵转移到省份的战略区域启动“武装斗争”。该组织还创建了“第一军校”，成员们在那里受到军事策略和武器使用的指导。在第一军校存在期间，中央委员受到严厉的批评，而古斯曼没有，并且他在第一军校期间成为光辉道路的显然领袖。

### 发展

光辉道路活動區域

1980年，秘魯軍政府開始舉行選舉，光辉道路拒絕參選。1980年代，该组织在秘鲁的活动颇为活跃，时常制造事端。經常以暴力的游擊方式襲擊投票站，並威脅要殺害手指塗有選舉墨水的選民。到80年代中后期，光辉道路已实际控制秘鲁国土的三分之一。
1986年，利马和卡亚俄监狱的光辉道路成员同步发动骚乱，秘鲁政府展开镇压。作为回应，光辉道路将6月19日定为“英雄主义日”。
1992年，在美国中央情报局的协助下，秘魯總統藤森謙也執政的政府在清剿行动中逮捕了该组织领袖阿维马埃尔·古斯曼。1992年9月12日，秘魯警察情報組在利马苏尔基约区的舞蹈室上方的一间公寓内俘獲古斯曼和几名光辉道路领导人。GEIN在發現一些被怀疑为光辉道路武装分子的人經常出入後開始監視公寓，对公寓垃圾的检查亦发现了用于治疗牛皮癣的皮肤霜空管——这是古斯曼已知的一种病症。袭击古斯曼之后不久，光辉道路领导层剩下的大部分也都崩溃了。
阿维马埃尔·古斯曼被逮捕导致“光辉道路”出现了巨大的领导层真空。 与此同时，光辉道路遭受了农村自耕农自卫组织的尴尬的军事失败——据说它是其社会基础。古斯曼呼吁和平谈判时，该组织分裂出更激進的旁系——有些光辉道路成员赞成这种谈判，其他人则反对。 古斯曼作为光辉道路领导人的角色被奥斯卡·拉米雷斯接管，而他本人其後亦于1999年被秘鲁当局俘虏。在拉米雷斯被捕后，光辉道路四分五裂，游击队活动急剧减少，和平重新回到了那些曾被武裝分子盤踞的地区。
光辉道路的暴行無論在秘魯國內還是國際社會均被广泛谴责， 包括暴力侵害富农、黄色工会组织者、民选官员和一般平民。1992年，由于在卢卡纳马卡惨案中的角色，以及其他罪名，古斯曼和光辉道路其他领导人被判无期徒刑。2006年10月13日，古斯曼被判終身監禁。2021年9月11日，古斯曼于卡亚俄海军基地去世，享年86岁。
2008年10月10日，光辉道路袭击了一个军事车队，造成19人死亡，其中12人是士兵。1人失踪，11人受伤，这被认为是十年来最严重的袭击。袭击发生在丁塔蓬科、塔亚卡省。 光辉之路用炸药袭击了车队，然后向车队发射远程武器。11月26日，在秘鲁西北部的可卡勒罗德尔瓦拉加山谷发生了新的伏击，4名警察在一支警察车队被毛派光明之路游击队的纵队袭击后死亡，4人受伤。